# Franc Zavodnik
Franc Zavodnik, slovenski politik, * 15. december 1946.
Med letoma 1992 in 1997 je bil član Državnega sveta Republike Slovenije.